# Femmes délaissées
Pour plus de détails, voir Fiche technique et Distribution.
Femmes délaissées (Wives Under Suspicion) est un film américain réalisé par James Whale, sorti en 1938. 
Il s'agit du remake de The Kiss Before the Mirror réalisé par Whale 5 ans plus tôt.

## Fiche technique
- Titre : Femmes délaissées
- Titre original : Wives Under Suspicion
- Réalisation : James Whale
- Scénario : Myles Connolly
- Photographie : George Robinson
- Musique : Charles Henderson, Charles Previn, Frank Skinner (non crédités)
- Société de production : Universal Pictures
- Pays d'origine :  États-Unis
- Format : Noir et blanc — 35 mm — 1,37:1 — Son : Mono
- Genre : Drame
- Durée : 69 minutes
- Date de sortie : 1938
- Affiches : Karoly Grosz (États-Unis), Joseph Koutachy, René Lefèbvre (France)

## Distribution
- Warren William : Procureur de district Stowell
- Gail Patrick : Lucy Stowell
- Constance Moore : Elizabeth
- William Lundigan : Phil
- Ralph Morgan : Shaw MacAllen
- Cecil Cunningham : Sharpy
- Samuel S. Hinds : David Marrow
- Milburn Stone : Kirk
- Jonathan Hale : Allison
- Lillian Yarbo : Creola
- Edwin Stanley : Juges Forbes